# Neolycaena davidi
Neolycaena davidi är en fjärilsart som beskrevs av Charles Oberthür 1881. Neolycaena davidi ingår i släktet Neolycaena och familjen juvelvingar. Inga underarter finns listade i Catalogue of Life.